# Papua New Guinea University of Technology
Die Papua New Guinea University of Technology wurde 1965 als Papua New Guinea Institute of Higher Technical Education in Port Moresby gegründet. 1968 zog sie nach Lae, der zweitgrößten Stadt des Landes um. 1970 wurde sie in Papua New Guinea Institute of Technology umbenannt. Ihren gegenwärtigen Status und Namen erhielt sie im August 1973. Sie ist Schwesteruniversität der University of Papua New Guinea in Port Moresby und die einzige technische Universität im Südpazifik außerhalb Australiens und Neuseelands. 5–10 Prozent der Studierenden kommen aus dem Ausland. Jährlich erhalten etwa 1000 Studierende ihr Abschlusszeugnis.
Gelehrt werden in 13 Departments angewandte Naturwissenschaften, technische Disziplinen, Landwirtschaft, Architektur und Wirtschaft. Forschungs- und Entwicklungsarbeiten finden u. a. in den Bereichen Forstwirtschaft, Ökologie und angepasste Technologien für den dörflichen Gebrauch statt. Einige nicht-akademische Ausbildungsprogramme werden ebenfalls angeboten. Die Hochschule gilt jedoch als chronisch unterausgestattet.
2012 kam es zu Auseinandersetzungen unter den Studierenden zwischen verfeindeten ethnischen Gruppen. Der in den Niederlanden gebürtige Vizekanzler der Hochschule Albert Schram wurde 2013 von der Regierung nach Australien ausgewiesen, da er angeblich ein Sicherheitsrisiko darstelle.